# Bageshwar
Bageshwar là một thành phố và là nơi đặt ban đô thị (municipal board) của quận Bageshwar thuộc bang Uttaranchal, Ấn Độ.

## Nhân khẩu
Theo điều tra dân số năm 2001 của Ấn Độ, Bageshwar có dân số 7803 người. Phái nam chiếm 55% tổng số dân và phái nữ chiếm 45%. Bageshwar có tỷ lệ 75% biết đọc biết viết, cao hơn tỷ lệ trung bình toàn quốc là 59,5%: tỷ lệ cho phái nam là 79%, và tỷ lệ cho phái nữ là 70%. Tại Bageshwar, 13% dân số nhỏ hơn 6 tuổi.